# 彭干臣
彭干臣（1899年—1935年1月），又名彭干成，化名黄春山、何越，湖北英山人，曾任中共中央军委委员。

## 生平

### 早年经历
1919年，考入安徽省立第一师范学校。1921年4月加入中国社会主义青年团，参与发起安庆六二学潮，创建安庆团组织，被推选为安徽省学联执委。1923年12月转入中国共产党。1924年5月，考入黄埔军校第一期。毕业后在军校教导团任连党代表，为中共黄埔军校特别支部委员。1925年1月，参加讨伐陈炯明的国民革命军第一次东征作战，升任营党代表。6月被中共党组织调到上海开展工人运动。10月，赴苏联入莫斯科东方大学军事班学习。1926年秋，彭干臣奉命回国，加入叶挺独立团，参加北伐战争。叶挺担任国民革命军第十一军二十四师师长兼武昌卫戍司令后，彭干臣任武昌卫戍司令部参谋长。

### 第一次国共内战期间
1927年3月到上海，参加上海工人第三次武装暴动，参与南市区军事指挥。同年5月护送周恩来到武汉，代理武昌卫戍司令。8月，参加南昌起义，任南昌公安局局长兼卫戍司令。起义部队在潮汕地区失败后，彭干臣潜赴上海从事秘密工作。1929年，参与在上海举办的中央军政干部训练班。8月，为中共中央军事部军事委员会委员。
1930年5月，彭干臣被任命为中共满洲省委军委书记，到奉天秘密组织东北地区的军事斗争。10月遭追捕被迫潜回上海。12月到天津任中共顺直省委军委书记。1931年夏被调回上海，协助周恩来领导中央军委日常工作。1932年春，彭干臣到闽浙赣苏区，先后任红十军参谋处长、新十军参谋长。1933年起，任彭杨陆军学校教育长、校长。其后他被中共中央代表曾洪易迫害、囚禁。1934年11月，参加方志敏领导的红军北上抗日先遣队。1935年1月中旬，在怀玉山地区作战中阵亡。